# Межконтинентальный кубок по пляжному футболу 2018
Межконтинентальный кубок по пляжному футболу 2018 (англ. 2018 Beach Soccer Intercontinental Cup) — восьмой розыгрыш этого турнира по пляжному футболу. С 6 по 10 ноября 2018 года 8 ведущих национальных сборных из 6 конфедераций примут участие в борьбе за трофей в Дубае, ОАЭ.

## Место проведения
| Дубай             | Дубай |
| ----------------- | ----- |
| Кайт-Бич          | Дубай |
| Вместимость: 3500 | Дубай |
|                   | Дубай |

## Участвующие команды

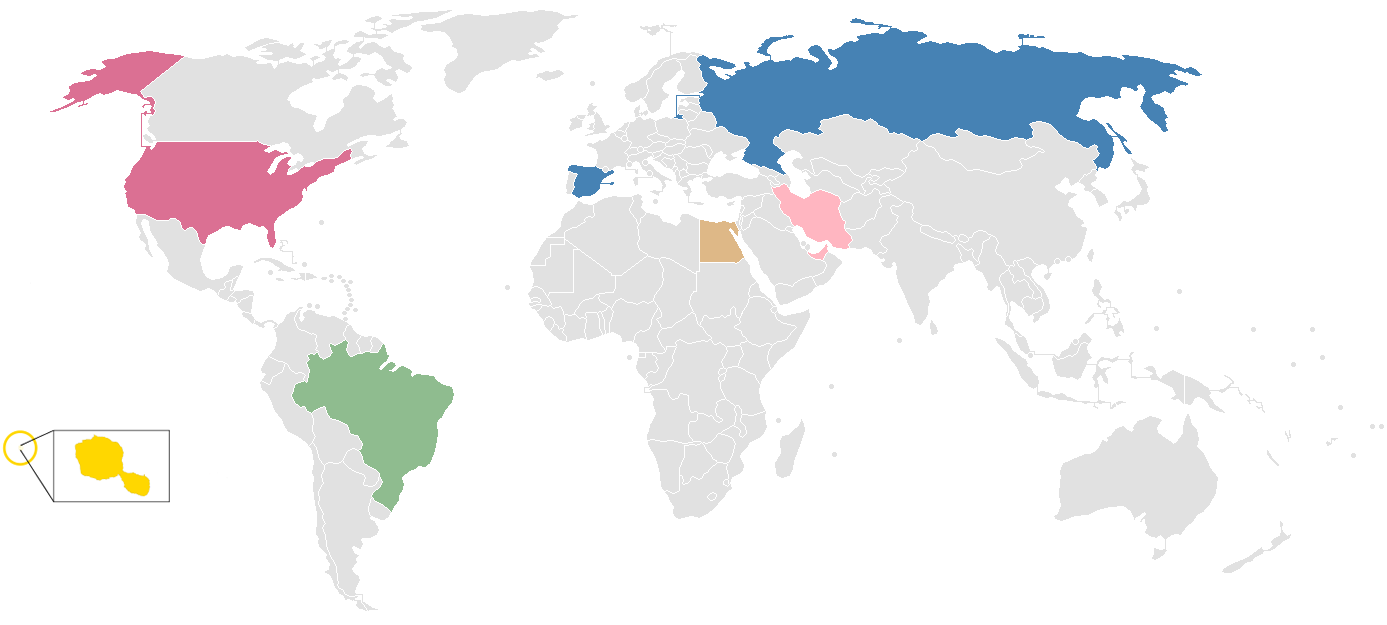
Карта участников Межконтинентального кубка 2018

| Команда  | Конфедерация | Квалификация                                             | Участие |
| -------- | ------------ | -------------------------------------------------------- | ------- |
| ОАЭ      | АФК          | Хозяин турнира                                           | 8-й раз |
| Россия   | УЕФА         | Евролига по пляжному футболу 2018 (УЕФА) четвёртое место | 8-й раз |
| Бразилия | КОНМЕБОЛ     | Чемпионат мира по пляжному футболу 2017 победитель       | 7-й раз |
| Иран     | АФК          | КЧМ по пляжному футболу 2017 (АФК) победитель            | 6-й раз |
| Таити    | ОФК          | Чемпионат мира по пляжному футболу 2017 финалист         | 5-й раз |
| Египет   | КАФ          | КЧМ по пляжному футболу 2017 третье место                | 4-й раз |
| США      | КОНКАКАФ     | КЧМ по пляжному футболу 2017 (КОНКАКАФ) финалист         | 4-й раз |
| Испания  | УЕФА         | Евролига по пляжному футболу 2018 (УЕФА) финалист        | дебют   |

## Арбитры
В скобках обозначено количество матче, проведённых в звании главного судьи.

 Бахтияр Намазов (4)

 Серхио Гомес Соареш (3)

 Кристиан Зиммерманн (2)

 Суайми Мат Хассан (2)

 Экбарим Аль Мансори (2)

 Денис Смольянинов (2)

 Экбарим Аль Раеси (1)

 Тюрки Аль-Салехи (1)

## Групповая стадия
10 октября 2018 года была проведена жеребьевка, на которой восемь команд были разделены на две группы по четыре команды.
Для всех матчей указано местное время в Дубае, (UTC+4).
| Обозначения                        |
| ---------------------------------- |
| Команды, которые вышли в полуфинал |

### Группа A
| Команда  | И | В | В+ | П | ГЗ | ГП | +/- | О |
| -------- | - | - | -- | - | -- | -- | --- | - |
| Бразилия | 3 | 3 | 0  | 0 | 24 | 8  | +16 | 9 |
| Египет   | 3 | 2 | 0  | 1 | 15 | 17 | -2  | 6 |
| ОАЭ      | 3 | 1 | 0  | 2 | 7  | 16 | -9  | 3 |
| Испания  | 3 | 0 | 0  | 3 | 12 | 17 | -5  | 0 |

| Бразилия                                               | 5 : 2   | Испания                  |
| ------------------------------------------------------ | ------- | ------------------------ |
| Бруно Шавьер 14′, 33′ · Датинья 20′, 28′ · Родриго 23′ | (отчёт) | Суарес 19′ · Льоренц 22′ |

| ОАЭ              | 1 : 3   | Египет                                         |
| ---------------- | ------- | ---------------------------------------------- |
| А. Моххамади 13′ | (отчёт) | Борхат Мохаммед 1′ · Атем Масхуд 30′ · Али 32′ |

| Египет                                                                            | 5 : 10  | Бразилия |
| --------------------------------------------------------------------------------- | ------- | --- |
| Борхат Мохаммед 10′ · Мостафа 16′ · Абдельнаби 19′ · Атем Масхуд 20′ · Хассан 33′ | (отчёт) | Бруно Шавьер 3′ · Игор 5′, 11′, 20′ (пен.) · Маурисиньо 10′ · Бокинья 10′ · Родриго 12′, 33′ · Да Силва 32′ · Рафинья 34′ |

| Испания                            | 4 : 5   | ОАЭ                                                         |
| ---------------------------------- | ------- | ----------------------------------------------------------- |
| Льоренц 1′, 31′, 32′ · Антонио 26′ | (отчёт) | Альмунтасер 7′, 21′ · Бер Салем 12′, 13′ · А. Моххамади 24′ |

| Египет | 7 : 6   | Испания |
| ------ | ------- | ------- |
|        | (отчёт) |         |

| ОАЭ           | 1 : 9   | Бразилия |
| ------------- | ------- | --- |
| Аббас Али 36′ | (отчёт) | Фелипе 8′, 15′ · Игор 29′ · Мао 31′ · Маурисиньо 31′ · Антонио 33′ · Рафинья 34′ · Бер Салем 34′ (авт.) · Бруно Шавьер 34′ |

### Группа В
| Команда | И | В | В+ | П | ГЗ | ГП | +/- | О |
| ------- | - | - | -- | - | -- | -- | --- | - |
| Иран    | 3 | 3 | 0  | 0 | 15 | 5  | +10 | 9 |
| Россия  | 3 | 2 | 0  | 1 | 22 | 12 | +10 | 6 |
| Таити   | 3 | 0 | 1  | 2 | 15 | 17 | -2  | 2 |
| США     | 3 | 0 | 0  | 3 | 10 | 28 | -18 | 0 |

| Таити                                                                          | 6 : 7   | Россия                                                                        |
| ------------------------------------------------------------------------------ | ------- | ----------------------------------------------------------------------------- |
| Тайаруи 8′ · Таванае 24′, 25′ · Хейрауарии 26′ · Лабасте 30′ · Ли Фунг Хуэ 34′ | (отчёт) | Чужков 1′ · Земсков 8′, 19′ · Папоротный 8′, 14′ · Никоноров 10′ · Шкарин 34′ |

| Иран | 8 : 1   | США           |
| --- | ------- | ------------- |
| Моради 3′, 20′ · Акбари 10′ · Ахмадзаде 10′ · Киани 13′ · Месигар 16′ · Масумизаде 23′ (пен.) · Миршекари 24′ | (отчёт) | Сильвейра 28′ |

| Россия | 13 : 3  | США                               |
| --- | ------- | --------------------------------- |
| Земсков 1′, 19′, 24′, 29′, 32′, 36′ · Новиков 5′ · Папоротный 6′ · Крашенинников 17′, 35′ · Шишин 20′ · Романов 21′, 34′ | (отчёт) | Мондрагон 2′ · Альбистон 11′, 33′ |

| Таити                     | 2 : 4   | Иран                                            |
| ------------------------- | ------- | ----------------------------------------------- |
| Лабасте 19′ · Таванае 36′ | (отчёт) | Акбари 9′ · Масумизаде 11′, 19′ · Бехзадпур 12′ |

| Таити                                                                         | 7 : 6 (доп. вр.) | США                                                      |
| ----------------------------------------------------------------------------- | ---------------- | -------------------------------------------------------- |
| Тайаруи 2′, 38′ · Лабасте 3′ · Ли Фунг Хуэ 16′ (пен.), 19′, 32′ · Таванае 35′ | (отчёт)          | Сильвейра 2′ · Канале 7′, 8′, 13′ · Перера 31′ · Тот 35′ |

| Иран                                     | 3 : 2   | Россия                    |
| ---------------------------------------- | ------- | ------------------------- |
| Акбари 11′ · Пирамун 12′ · Бехзадпур 32′ | (отчёт) | Романов 28′ · Земсков 29′ |

## Стадия классификации
|  | 5–8 места            | 5–8 места |                      |   | Пятое место | Пятое место |
|  |                      |           |                      |   |             |             |
|  | 9 Ноября – Кайт-Бич  |           |                      |   |             |             |
|  |                      |           |                      |   |             |             |
|  | Таити                | 1         |                      |   |             |             |
|  | Таити                | 1         | 10 Ноября – Кайт-Бич |   |             |             |
|  | Испания              | 9         |                      |   |             |             |
|  | Испания              | 9         | Испания              | 3 |             |             |
|  | 9 Ноября – Кайт-Бич  |           | Испания              | 3 |             |             |
|  |                      | США       | 4                    |   |             |             |
|  | ОАЭ                  | США       | 4                    | 3 |             |             |
|  | ОАЭ                  |           |                      | 3 |             |             |
|  | США                  | 5         |                      |   |             |             |
|  | США                  | 5         | Седьмое место        |   |             |             |
|  |                      |           |                      |   |             |             |
|  | 10 Ноября – Кайт-Бич |           |                      |   |             |             |
|  |                      |           |                      |   |             |             |
|  | Таити                | 6         |                      |   |             |             |
|  | Таити                | 6         |                      |   |             |             |
|  | ОАЭ                  | 7         |                      |   |             |             |

### 5-8 места
| Таити | 1 : 9   | Испания |
| ----- | ------- | ------- |
|       | (отчёт) |         |

| ОАЭ | 3 : 5   | США |
| --- | ------- | --- |
|     | (отчёт) |     |

### Матч за 7-е место
| Таити                                                                           | 6 : 7   | ОАЭ                                                                          |
| ------------------------------------------------------------------------------- | ------- | ---------------------------------------------------------------------------- |
| Териитау 9′ · Ли Фунг Куэ 16′ · Таванае 17′, 26′ · Лабасте 21′ · Хейрауарии 27′ | (отчёт) | Али Хассан 12′ · В. Мохаммади 19′, 32′ · Бер Салем 29′, 33′ (пен.), 35′, 36′ |

### Матч за 5-е место
| Испания                    | 3 : 4   | США                                                    |
| -------------------------- | ------- | ------------------------------------------------------ |
| Суарес 1′, 18′ (пен.), 26′ | (отчёт) | Канале 4′ · Мондрагон 15′ · Перера 30′ · Сильвейра 31′ |

## Чемпионская стадия
|  | Полуфиналы           | Полуфиналы |                      |   | Финал | Финал |
|  |                      |            |                      |   |       |       |
|  | 9 Ноября – Кайт-Бич  |            |                      |   |       |       |
|  |                      |            |                      |   |       |       |
|  | Бразилия             | 5 (1)      |                      |   |       |       |
|  | Бразилия             | 5 (1)      | 10 Ноября – Кайт-Бич |   |       |       |
|  | Россия               | 5 (3)      |                      |   |       |       |
|  | Россия               | 5 (3)      | Россия               | 2 |       |       |
|  | 9 Ноября – Кайт-Бич  |            | Россия               | 2 |       |       |
|  |                      | Иран       | 4                    |   |       |       |
|  | Иран                 | Иран       | 4                    | 3 |       |       |
|  | Иран                 |            |                      | 3 |       |       |
|  | Египет               | 1          |                      |   |       |       |
|  | Египет               | 1          | Третье место место   |   |       |       |
|  |                      |            |                      |   |       |       |
|  | 10 Ноября – Кайт-Бич |            |                      |   |       |       |
|  |                      |            |                      |   |       |       |
|  | Бразилия             | 5          |                      |   |       |       |
|  | Бразилия             | 5          |                      |   |       |       |
|  | Египет               | 3          |                      |   |       |       |

### Полуфиналы
| Иран                                       | 3 : 1   | Египет             |
| ------------------------------------------ | ------- | ------------------ |
| Масумизаде 20′ · Миршекари 31′ · Киани 32′ | (отчёт) | Мостафа 32′ (пен.) |

| Бразилия                                               | 5 : 5 (доп. вр.) | Россия                                                |
| ------------------------------------------------------ | ---------------- | ----------------------------------------------------- |
| Бруно Шавьер 25′, 31′ · Датинья 35′ · Родриго 36′, 37′ | (отчёт)          | Макаров 7′ · Никоноров 13′, 39′ · Папоротный 19′, 25′ |
| Пенальти                                               |                  |                                                       |
| Игор · Фелипе                                          | 1 : 3            | Крашенинников · Шишин · Макаров                       |

### Матч за 3-е место
| Бразилия                                            | 5 : 3   | Египет                       |
| --------------------------------------------------- | ------- | ---------------------------- |
| Да Силва 3′ · Родриго 7′, 20′, 33′ · Маурисиньо 26′ | (отчёт) | Абдельнаби 5′, 10′ · Али 33′ |

### Финал
| Россия              | 2 : 4   | Иран                                          |
| ------------------- | ------- | --------------------------------------------- |
| Папоротный 13′, 31′ | (отчёт) | Киани 4′ · Масумизаде 7′, 24′ · Бехзадпур 11′ |

## Победитель
| Победитель межконтинентального кубка по пляжному футболу 2018: |
| Иран Второй титул                                              |

## Награды
| Лучший игрок (MVP) | Лучший игрок (MVP) | Лучший игрок (MVP) | Лучший игрок (MVP) |
| ------------------ | ------------------ | ------------------ | ------------------ |
| Родриго            |                    |                    |                    |
| Лучший бомбардир   |                    |                    |                    |
| Федор Земсков      |                    |                    |                    |
| 9 голов            |                    |                    |                    |
| Лучший вратарь     |                    |                    |                    |
| Хамид Бехзадпур    |                    |                    |                    |

## Бомбардиры
9 голов
- Федор Земсков

8 голов
- Суарес Родриго

7 голов
- Артур Папоротный

6 голов
- Бруно Шавьер
- Мохаммед Али
- Эдуард Суарес (1)
- Хейарии Таванае

5 голов
- Льоренц Гомес
- Мохаммад Масумизаде (1)
- Николас Перера (1)
- Рамана Ли Фунг Куэ (1)

4 гола
- Игор Матеус (1)
- Фелипе Да Силва
- Мохаммед Абдельнаби
- Хавьер Торрес
- Ахмед Бер Салем (1)
- Томас Канале
- Габриэль Сильвейра
- Чарльз Лабасте

3 гола
- Датинья
- Маурисиньо
- Ахмет Борхат Мохаммед
- Амир Акбари
- Мустафа Киани
- Хамир Бехзадпур
- Али Моххамади
- Кирилл Романов
- Борис Никоноров
- Кристофер Альбистон
- Хеймару Тайаруи

2 гола
- Рафинья
- Айтам Атем Масхуд
- Мохамед Хассан
- Самир Мостафа (1)
- Мохаммад Моради
- Али Миршекари
- Давид Адрил
- Фернандо Гуасаиро
- Хашам Альмунтасер
- Карим Али Хассан
- Валид Мохаммади
- Юрий Крашенинников
- Дэвид Мондрагон
- Салер Хейрауарии

1 гол
- Бокиньо
- Мао
- Фариаш
- Мохаммад Ахмадзаде
- Мослем Месигар
- Саед Пирамур
- Антонио Майор
- Чики
- Франсиско Чинтас
- Адриан Гарсия
- Эзекиль Тракисто
- Насери Аббас Али
- Максим Чужков
- Антон Шкарин
- Андрей Новиков
- Дмитрий Шишин
- Алексей Макаров
- Кристофер Тот
- Арихау Териитау

1 автогол
- Ахмед Бешир

## Итоговое положение команд
| Место | Команда  |
| ----- | -------- |
| 1     | Иран     |
| 2     | Россия   |
| 3     | Бразилия |
| 4     | Египет   |
| 5     | США      |
| 6     | Испания  |
| 7     | ОАЭ      |
| 8     | Таити    |